# Stanka Gjurić
Stanka Gjurić (Čakovec, 20. siječnja 1966.) hrvatska je pjesnikinja, esejistica, glumica, filmska autorica, nekadašnji model, i akademik. Također se bavila i televizijskim voditeljstvom u emisiji Metropolis na Hrvatskoj radioteleviziji.

## Životopis
Stanka Gjurić članica je Društva hrvatskih književnika, Hrvatske zajednice samostalnih umjetnika., te ZAMP-a, a 2014. postaje članicom Hrvatske Akademije znanosti i umjetnosti u dijaspori (St. Gallen, Švicarska).
Njezine su pjesme objavljene u više antologija i zbornika, a 1988. u Santa Cruzu (Kalifornija) pjesme su joj objavljene u Američkoj antologiji svjetske ljubavne poezije.
Godine 2007. primila je nagradu Zvonimir Golob za najljepšu neobjavljenu ljubavnu pjesmu.
Godine 2008. dobitnica je pjesničke nagrade na međunarodnom pjesničkom susretu Nosside u Kalabriji.[nedostaje izvor]
Godine 2009. Gjurić postaje počasnom savjetnicom Svjetske mirovne turneje za djecu.
Također je voditeljica u zabavnoj emisiji Metropolis na HTV-u 2000. godine. Autorica je kolumni u listovima: Tren, Svijet, Glorija, Slobodna Dalmacija, Večernji list, Nedjeljna Dalmacija i Hrvatsko slovo.[nedostaje izvor]
Od 2006. se počela bavi izradom kratkometražnim filmom kao samostalna autorica, te je sa svojim kratkim igranim filmovima od kojih je najpoznatiji "Ubojite misli" sudjelovala na mnogobrojnim filmskim festivalima i dobitnica je i brojnih međunarodnih filmskih nagrada.
U svibnju 2024., na filmskom festivalu Frome International Climate Film Festival u Engleskoj, sudjelovanjem sa svojom filmovanom poezijom pod naslovom "Nedišući", Gjurić postaje članicom Globalne filmske obitelji za klimu i okoliš. U studenom iste godine predsjedava međunarodnim žirijem na Egipatsko američkom filmskom festivalu u New Yorku.

## Djela

### Zbirke pjesama
- Sedmi pečat, 1981.
- Treći čin, 1983.
- Dječak, 1986.
- Ključarev san, 1990.
- Il sogno del guardiano, 1994.
- Protuotrov ili njegovanje ludila, 1994.
- Protuotrov ili njegovanje ludila, 1998.
- Sve što sja, 2005.
- Kažnjavalac dobrih navika, 2005.
- Bešćutnost akvarela, 2008.
- Protuotrov ili njegovanje ludila / Contravveleno o coltivazione della follia, 2017.
- Nepremostiva, 2020.

### Proza
- Lekcija o drskosti, 2000.
- Dnevnik vodonoše – The Diary of an Aquarian, 2010.
- Otpovijed − vodič za ljubavne lutalice, 2014.
- Umijeće življenja, 2015. i 2018.
- Otpovijed − vodič za ljubavne lutalice (II svezak), 2015.
- Kroz eros i thanatos, 2017.
- Unveiling Reality, 2018.
- Istina o sreći, 2018.
- Spomenica/monografija: Nepovredivi dio, 2021.
- Budnost, 2022.

### Audio kaseta
- Erotska poezija Stanke Gjurić,Croatia Records, Zagreb, 1999.

## Filmografija

### Filmski uradci
- Ubojite misli, 2006.
- Spavanje i sanjanje 2006.
- Susret, 2006.
- Strast za knjigom nije nestala, 2007
- Eleven 2007.
- Lukino proročanstvo, 2007.
- Happy Boat, 2007.
- Courtyard window, 2007.
- Akvarel, 2008.
- Aleksandrijski pjesnici, 2008.
- Zvuci života, 2008.
- Bast, 2009.
- Lullaby, 2010.
- Lioncity, 2015.
- Noon shot, 2009.
- Upisano, 2011.
- Immoral manual, 2013.
- O požudi i srcu, 2013.
- Perfect Tattoo, 2016.
- Ritam, 2019.
- Jednom davno, 2020.
- Summer morning, 2022.
- Dobar tek!, 2022.
- Kruh, 2022.
- Link, 2022.
- Vračarin sin, 2022.
- Šest plakanja, 2023.
- Nedišući, 2023.
- Ubi me politička korektnost, 2024.
- Iz New Yorka, s kjubavlju, 2024.
- Zaokret, 2024.
- Maskirani oblak, 2025.

### Glumačke uloge
- "Đavolji raj – ono ljeto bijelih ruža (1989.)" kao Bijela Ruža (1989.)
- "Vjetar u mreži" kao žena iz snova (1989.)
- "Školjka šumi" kao pipničarka (1990.)
- "Vrijeme za …" kao snaha (1993.)
- "Dobar dan" kao Divna (1999.)
- "TV sudnica" kao žena u postupku razvoda od bogataša (1999.)
- "Tu" kao medicinska sestra (2003.)
- "Kad zvoni?" kao medicinska sestra (2005.)
- "Spavanje i sanjarenje" kao komentatorica događaja (kratki film) (2006.)
- "Susret s egzibicionistom" kao žena (kratki film) (2007.)
- "S one strane" kao starčeva kći (2016.)
- "Koja je ovo država" kao Farukova žena Enisa (2018.)
- "Link" (2021.) kao Stanka Gjurić

## Vanjske poveznice
- Stanka Gjuric u internetskoj bazi filmova IMDb-u (engl.)
- Osobne stranice